# Martinho de Barros
Frei Martinho de Barros C.O. foi um clérigo português, e confessor de D. João V de Portugal.
Martinho de Barros tinha fama de ter um apetite sexual insaciável, e um pénis de dimensões colossais; tal levou a que Caetano José da Silva Souto-Maior, conhecido como "o Camões do Rossio" tivesse composto o "poema épico-obsceno" intitulado Martinhada, uma série de versos eróticos com forte componente satírico e cómico nos quais alude às hiperbólicas virtudes sexuais do clérigo.
Diz-se que Martinho de Barros repreendera uma vez o rei no confessionário pelas duas frequentes infidelidades conjugais. O rei, porque conhecia a vida do padre, maquinou uma vingança: mandou que, a todas as refeições, servissem apenas galinha ao seu confessor. Quando o padre protestou, D. João V ter-se-á limitado a responder "Nem sempre galinha, nem sempre rainha…".
Em 1731, segundo o diário do Conde da Ericeira, foram furtados vários objectos do Paço da Ribeira, dentre os quais um castiçal, pelo que se terá mandado fechar a porta da escada interior que dava acesso à Patriarcal, tendo Martinho de Barros ficado encarregue de distribuir nove chaves.